# Municipio de Riverside (Minnesota)
El municipio de Riverside (en inglés: Riverside Township) es un municipio ubicado en el condado de Lac qui Parle en el estado estadounidense de Minnesota. En el año 2010 tenía una población de 310 habitantes y una densidad poblacional de 3,46 personas por km².

## Geografía
El municipio de Riverside se encuentra ubicado en las coordenadas 44°56′54″N 96°2′0″O / 44.94833, -96.03333. Según la Oficina del Censo de los Estados Unidos, el municipio tiene una superficie total de 89.62 km², de la cual 89,53 km² corresponden a tierra firme y (0,1 %) 0,09 km² es agua.

## Demografía
Según el censo de 2010, había 310 personas residiendo en el municipio de Riverside. La densidad de población era de 3,46 hab./km². De los 310 habitantes, el municipio de Riverside estaba compuesto por el 96,45 % blancos, el 1,29 % eran afroamericanos, el 1,61 % eran de otras razas y el 0,65 % eran de una mezcla de razas. Del total de la población el 1,61 % eran hispanos o latinos de cualquier raza.